# Тиснява біля Мекки (2015)
Тиснява біля Мекки — подія, що сталася 24 вересня 2015 року, під час щорічного хаджу. Під час тисняви загинуло принаймні 717 прочан, ще 863 особи отримали поранення. Це найбільша за кількістю жертв подія із всіх, що відбувалися під час хаджу, за останні 30 років (в аналогічній тисняві 1990 року загинуло 1426 чоловік).

## Подія
Хадж — щорічне паломництво до Мекки, яке мають здійснити працездатні мусульмани хоча б раз у житті. Традиційно він складається з ряду ритуалів, включаючи побиття камінням диявола (араб. رمي الجمرات ramī aj-jamarāt), котре проходить в Міні, в районі Мекки. Ритуал побиття камінням диявола (шайтана) — останній крупний ритуал, який часто розглядається як найбільш небезпечна частина хаджу, зважаючи на велике скупчення людей в замкнутих просторах. Кілька аналогічних подій відбувалися раніше.
346 чоловік загинули в результаті схожого інцидента в 2006 році, що спонукало уряд Саудівської Аравії поліпшити інфраструктуру міста. 11 вересня 2015, за тиждень до початку хаджу, 118 людей загинули в результаті падіння крана на мечеть Аль-Харам.
17 вересня 2015 близько 1000 прочан змушені були покинути готель через пожежу, в якій постраждали двоє індонезійців. Крім того, 21 вересня 2015 близько 1500 паломників були евакуйовані з 15-поверхового готелю в Мецці, коли вогонь спалахнув на 11 поверсі, четверо прочан з Ємену отримали поранення.

## Інцидент
Тиснява сталася о 09:00 за місцевим часом (6:00 UTC) на перехресті вулиць 204 і 223, так як прочани прямували на міст Джамарат. Саудівське МВС заявило, що тиснява сталася внаслідок того, що дві великі групи прочан перетнулися на одній і тій же вулиці, рухаючись в різних напрямках.

### Жертви
Саудівська влада заявила, що в результаті інциденту постраждали громадяни низки різних держав. В Ірані державне інформаційне агентство ІРНА повідомило про загибель в тисняві 130 іранських прочан. Вважається, що в тисняві загинуло безліч прочан з Нігерії, Чаду й Сенегалу.

## Реакція
- Саудівська Аравія — губернатор Мекки і голова Центрального Комітету з Хаджу принц Халід аль-Фейсал (англ.) звинуватив у тисняві «деяких прочан африканської національності»[9]. Саудівський міністр охорони здоров'я Халід А. Аль-Фаліх заявив, що тиснява сталася через прочан, які не дотримувалися офіційного розкладу[2]. Ірфан Аль-Алаві, виконавчий директор ісламського дослідницького фонду спадщини, сказав, що катастрофа стала результатом поганого управління уряду, що видно з ряду останніх катастроф[8].

- Іран — іранський лідер Алі Хаменеї висловив співчуття сім'ям загиблих паломників і оголосив триденний національний траур в Ірані: «Уряд Саудівської Аравії зобов'язується прийняти важку відповідальність у цьому гіркому інциденті і виконати свої зобов'язання згідно з правилом праведності і справедливості»[11]. Амір Абдоллахіан, заступник міністра закордонних справ, звинуватив саудівських чиновників у безтактності, зважаючи на відсутність заходів безпеки під час хаджу[12].

- Бахрейн — Саїд Аль-Шеабі, бахрейнський політичний активіст, в інтерв'ю журналістам сказав, що у Саудівської Аравії добре виходить воювати, фінансувати тероризм і екстремізм, бомбити Ємен вдень і вночі, але влада Саудівської Аравії поки не в змозі «відрегулювати» подію, на якій мусульмани повинні здійснювати поклоніння в тиші і гармонії, обговорювати питання, що їх цікавлять[13].